# 广藿香酮
广藿香酮是一种有机化合物，化学式为C12H16O4。它可以4-羟基-6-甲基-2-吡喃酮和4-甲基戊酸为原料反应制得。它在150 K的单晶X射线衍射表明，它可以以单斜晶系P2/c空间群结晶，分子间存在氢键。